# Gerald FitzGerald, IX conte di Kildare
Gerald FitzGerald IX conte di Kildare (Maynooth, 1487 – Londra, 2 settembre 1534) conosciuto anche come Gearóid Óg  (il giovane Gerald in irlandese) fu una delle figure preminenti nella Storia d'Irlanda del XVI secolo. Nel 1513 ereditò dal padre il titolo di Conte di Kildare e l'incarico di Lord Deputy of Ireland.

## Biografia
Gerald FitzGerald nacque nel 1487 da Gerald FitzGerald, VIII conte di Kildare e da Alison FitzEustace figlia di Rowland FitzEustace, I barone Porstelster (morto 19 dicembre 1496). 
Nel 1496, ancora bambino, Gerald venne portato presso la corte di Enrico VII d'Inghilterra quale ostaggio a garanzia della fedeltà del padre e nel 1502 quando morì il quindicenne erede al trono Arturo Tudor Gerald giocò un ruolo di primo piano nella cerimonia funebre che si tenne alla Cattedrale di Worcester.
Nel 1503, dopo aver sposato Elizabeth Zouche, cugina alla lontana del re, gli venne permesso di tornare in Irlanda e l'anno seguente venne nominato Gran Tesoriere d'Irlanda. Il 19 agosto 1504 venne posto a capo delle riserve alla battaglia di Knockdoe dove la sua avventatezza ed impetuosità causò diverse perdite. Nel 1513 suo padre morì lasciandogli il titolo di Duca di Leinster, l'incarico di Lord Deputy of Ireland e il consiglio lo elesse anche quale Lord Justice d'Irlanda.
Verso la fine di quello stesso anno alcuni capi tribali avevano saccheggiato la zona del Pale e Gerald reagì all'inizio dell'anno seguente sconfiggendo il capo O'More e i suoi sodali presso Leix e aveva quindi marciato presso nord fino a prendere il castello di Cavan, uccidere un altro capo, dare la caccia ai suoi seguaci fino alle paludi e quindi tornare a Dublino con il relativo bottino. Quest'azione venne talmente approvata da Enrico VIII d'Inghilterra che egli diede a Gerald i diritti sulla dogana del porto della contea di Down, diritti che vennero restituiti alla corona solo nel 1662 dal XVII conte. Nel 1516 Gerald invase la Glen of Imaal, una valle remota nella parte occidentale dei Monti Wicklow spedendo la testa di Shane O'Toole quale regalo per il Lord Mayor di Dublino dirigendosi quindi verso il piccolo regno di Éile insieme al cognato Piers Butler, VIII conte di Ormond e a James FitzGerald (morto 1540), insieme assediarono il castello di Lemyvannan e presero il villaggio di Clonmel fino a tornare a Dublino nel mese di dicembre.
Nel marzo del 1517 Gerald convocò un parlamento a Dublino prima di apprestarsi a invadere l'Ulster, nel viaggio assaltò il castello di Dundrurm e marciò nella contea di Tyrone. Il 6 ottobre di quello stesso anno sua moglie morì e venne sepolta a Kilcullen. Nel 1518 alcuni suoi detrattori lo accusarono di malamministrazione e Gerald salpò verso l'Inghilterra per andare a difendersi, egli venne sospeso dai propri incarichi e il suo posto venne preso da Thomas Howard, II duca di Norfolk. Pare che Gerald abbia accompagnato il re in Francia nel 1520 essendo così presente al Campo del Drappo d'Oro dove si distinse per il proprio contegno e il seguito. In quell'occasione incontrò Elizabeth Grey, un'altra lontana cugina del sovrano, che sposò circa un paio d'anni dopo guadagnando una buona dose d'influenza a corte. Le cronache vogliono che in quel periodo egli si stesse ingegnando per fomentare i propri condottieri contro l'attuale Lord Deputy, l'inchiesta accertò anche che egli non aveva commesso reati e gli venne permesso di tornare a casa nel gennaio 1523. In quel periodo Gerald fondò il St.Patrick's College, una scuola che si mantenne prestigiosa fino al suo scioglimento nel 1538. 
Egli segnalò il suo ritorno in patria con una nuova spedizione a Leix, dopo aver bruciato diversi villaggi cadde vittima, insieme ai propri uomini, di un'imboscata e malgrado le numerose perdite riuscì in un qualche modo a tornare nella capitale. Presto alcune incomprensioni con il cognato Piers Butler, nuovo Lord Deputy, li spinsero ad appellarsi al sovrano accusandosi l'un l'altro di tradimento. Furono ovviamente nominati degli arbitri, ma presto la loro animosità s'accrebbe quando John Talbot, uno degli uomini di Butler, venne ucciso da un uomo del seguito di Gerald, di nuovo i due scrissero a Enrico che ancora mandò dei magistrati che tennero un'inchiesta presso la Cattedrale di Dublino nel giugno 1524. Essi si pronunciarono a favore di Gerald, redassero anche un contratto nel quale essi si impegnavano a essere amici e a perdonarsi l'un l'altro e a fare fronte comune in futuro. I due acconsentirono e poco dopo Gerald tornò a rivestire l'incarico di Lord Deputy prestando giuramento presso Thomascourt con suo nipote Conn O'Neill, I conte di Tyrone che portava la spada di fronte a lui. L'anno dopo lui e Butler erano di nuovo ai ferri corti, questa volta per una somma di 800 £ su cui s'accapigliavano e ancora una volta scrissero a Enrico accusandosi vicendevolmente di ogni sorta di malaffare. Nello stesso periodo, in accordo con il re, Gerald andò verso il Munster per arrestare il conte di Ormonde facendo grande sfoggio di premura, ma spedendo in gran segreto delle istruzioni al conte perché riuscisse a scappare da lui.
Nel 1526 Gerald dovette recarsi a Londra per far fronte alle accuse mossegli dal conte di Ormond circa il suo sostegno alla famiglia dei conti di Desmond e dell'omicidio di diversi uomini solo perché aderenti alle famiglie e Ormond e Butler. Al suo arrivo a Londra venne portato alla Torre di Londra dove venne trattenuto per quattro anni, una volta tornato libero fu fra i pari che nel 1530 firmarono la lettera per il Papa Clemente VII circa il divorzio di Enrico da Caterina d'Aragona.
Lo stesso anno gli venne permesso di tornare in Irlanda insieme a William Skeffington (1465 circa - 31 dicembre 1535), nuovo Lord Deputy. Al suo ritorno Gerald fece altre spedizioni militari contro clan nemici insieme a Skeffington, ma la loro amicizia non durò molto tanto che presto altre lettere raggiunsero la corte dove ognuno accusava l'altro di disonestà. Skeffington venne sostenuto dai Butler, ma quando Gerald arrivò a Dublino nel 1532 venne accolto con calore dalla gente, tuttavia mantenere la pace sembrava impossibile, egli insultò ancora Skeffington, sminuì la figura di John Alen, arcivescovo di Dublino, devastò le terre dei Butler e nel 1533 venne riferito al re che l'animosità fra i Kildare e gli Ormond era tale da non poter permettere di pensare a una pace duratura.
Nel febbraio 1534 Gerald venne ancora convocato a corte e prima di partire nominò suo figlio Thomas vice Deputy, una volta arrivato a Londra venne portato alla Torre dove morì il 2 settembre dopo aver appreso della rivolta di suo figlio Thomas e aver letto della scomunica che gli era stata lanciata. Venne sepolto nella chiesa della Torre alla Chiesa di San Pietro ad Vincula.

## Matrimoni

### Primo Matrimonio
Nel 1503 sposò Elizabeth Zouche (?-6 ottobre 1517), figlia di sir John Zouche ed Elizabeth St. John, una lontana cugina del re. Ebbero quattro figli:
- Lady Cecilia FitzGerald, sposò Cahir Kavanagh, barone di Ballyanne, ebbero due figli;
- Lady Mary FitzGerald, sposò Briann O'Connor, non ebbero figli;
- Lady Ellis FitzGerald, sposò James Fleming, IX Lord Slane[3], non ebbero figli;
- Thomas FitzGerald, X conte di Kildare (1513-3 febbraio 1536/37)

### Secondo Matrimonio
Nel 1519 sposò Elizabeth Grey (1447-1548), figlia di Thomas Grey, I marchese di Dorset, un'altra cugina del re, sebbene ancora più alla lontana della precedente. Ebbero sei figli:
- Gerald FitzGerald, XI conte di Kildare (25 febbraio 1525-16 novembre 1585)
- Elizabeth FitzGerald, contessa di Lincoln (1527-15 marzo 1590), sposò in prime nozze Sir Anthony Browne, ebbero due figli, e in seconde nozze Edward Clinton, I conte di Lincoln, non ebbero figli;
- Edward FitzGerald (17 gennaio 1528-1590), sposò Anne Leigh, ebbero cinque figli.
- Lady Margaret FitzGerald, sposò Richard Nugent, III barone Delvin,
- Lady Anne FitzGerald;
- Lady Catherine FitzGerald (?-7 aprile 1547), sposò in prime nozze Jenico Preston, III visconte di Gormanston, ebbero cinque figli, e in seconde nozze Richard St Lawrence, VII barone Howth;